# Elias Gunzenhäuser
Elias Gunzenhäuser (* im 16. Jahrhundert; † 1606) war ein deutscher Zimmermann und Baumeister aus Schorndorf, der in Württemberg wirkte.

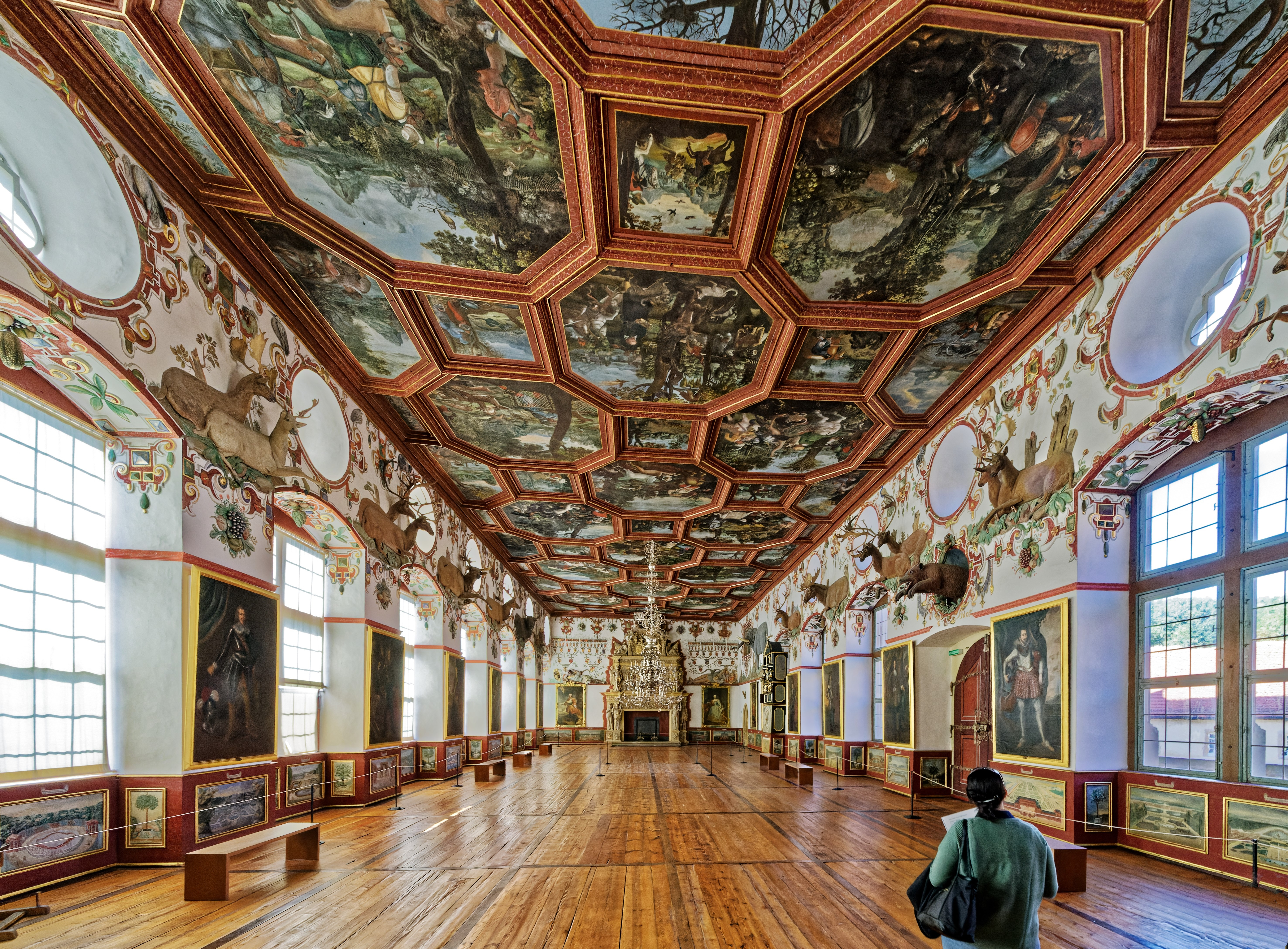
Die freitragende Kassettendecke im Rittersaal Schloss Weikersheim.

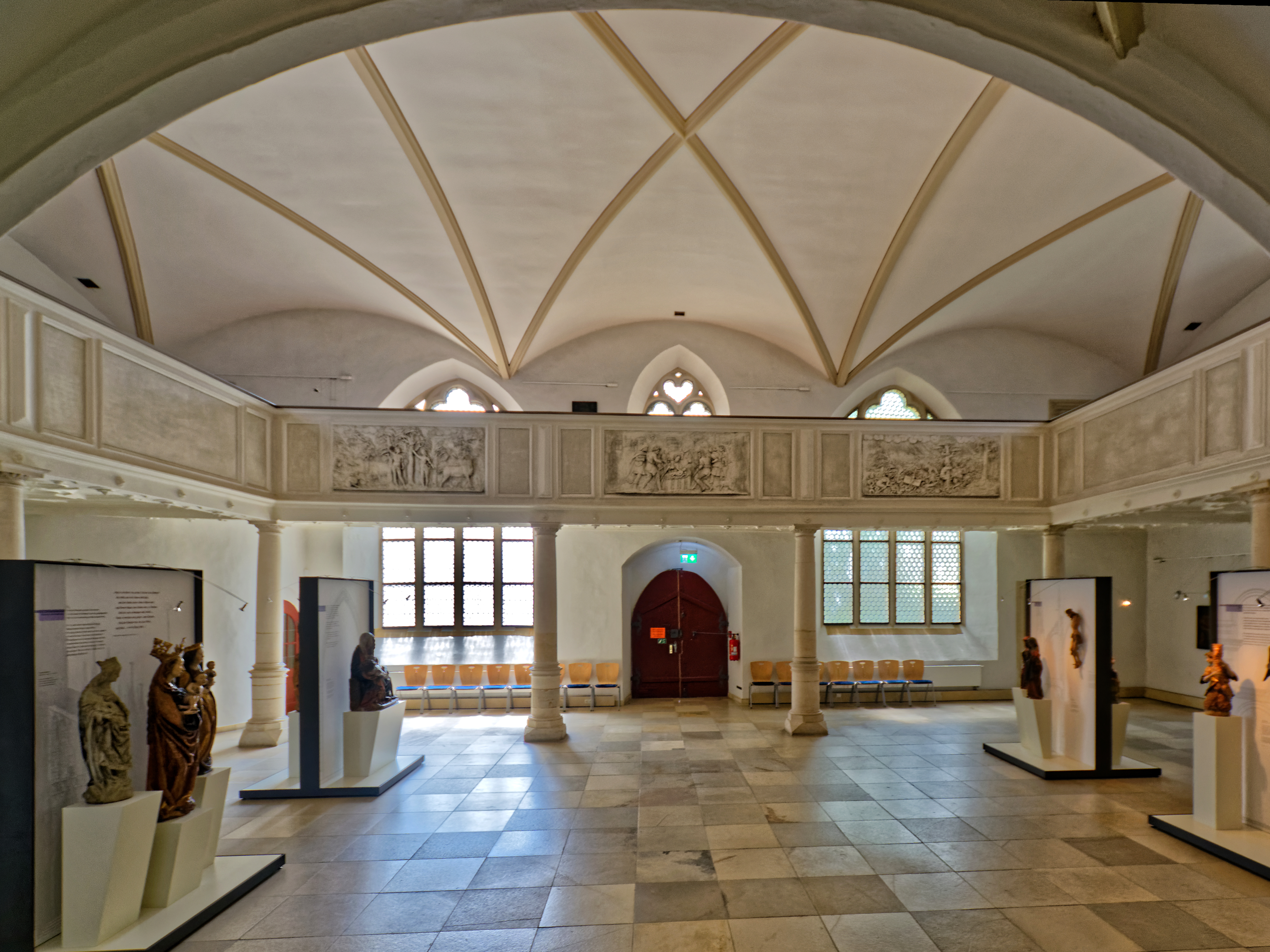
Die Kirche von Schloss Hellenstein, Heidenheim (Brenz).

## Leben und Werk
Insgesamt ist über Gunzenhäuser wenig bekannt, zumal er im Schatten von Heinrich Schickhardt stand, dem mitunter irrtümlicherweise auch Kaufhaus und Stadtkirche Freudenstadt zugeschrieben wurden. Zu seinen wichtigsten Werken gehören die Kirche in Waldenbuch sowie das Kaufhaus und die als Winkelkirche errichtete evangelische Stadtkirche Freudenstadt. In der Stadtkirche St. Veit in Waldenbuch hatte Gunzenhäuser die große Westempore von der hölzernen Dachkonstruktion her abgehängt. Die große Empore schwebt somit stützenlos im Raum, eine Meisterleistung. Als leitender Zimmermann hatte Eilas Gunzenhäuser auch das Dachwerk des Neuen Lusthauses in Stuttgart zu verantworten. Dieses frei tragende Dach mit bemerkenswerten Holzverbindungen war Ende des 16. Jahrhunderts innovativ und eine Besonderheit; es wurde über die Landesgrenzen hinaus bewundert.
- 1584–1593 Dachstuhl und Decke des Neuen Lusthauses Stuttgart
- 1598–1600 Dachstuhl und Kassettendecke im Südflügel des Schlosses Weikersheim mit Rittersaal und Kapelle
- 1605 Heidenheim an der Brenz, Schlosskirche Schloss Hellenstein, – seit 1901 städtisches Museum
- 1601–1606 Evangelische Stadtkirche Freudenstadt – nach seinem Tod von Schickhardt fertiggestellt
- bis 1606 Evangelische Stadtkirche St. Veit Waldenbuch